# 千葉県道273号上布施勝浦線
千葉県道273号上布施勝浦線（ちばけんどう273ごうかみふせかつうらせん）は、千葉県夷隅郡御宿町上布施から勝浦市新戸へ至る一般県道である。

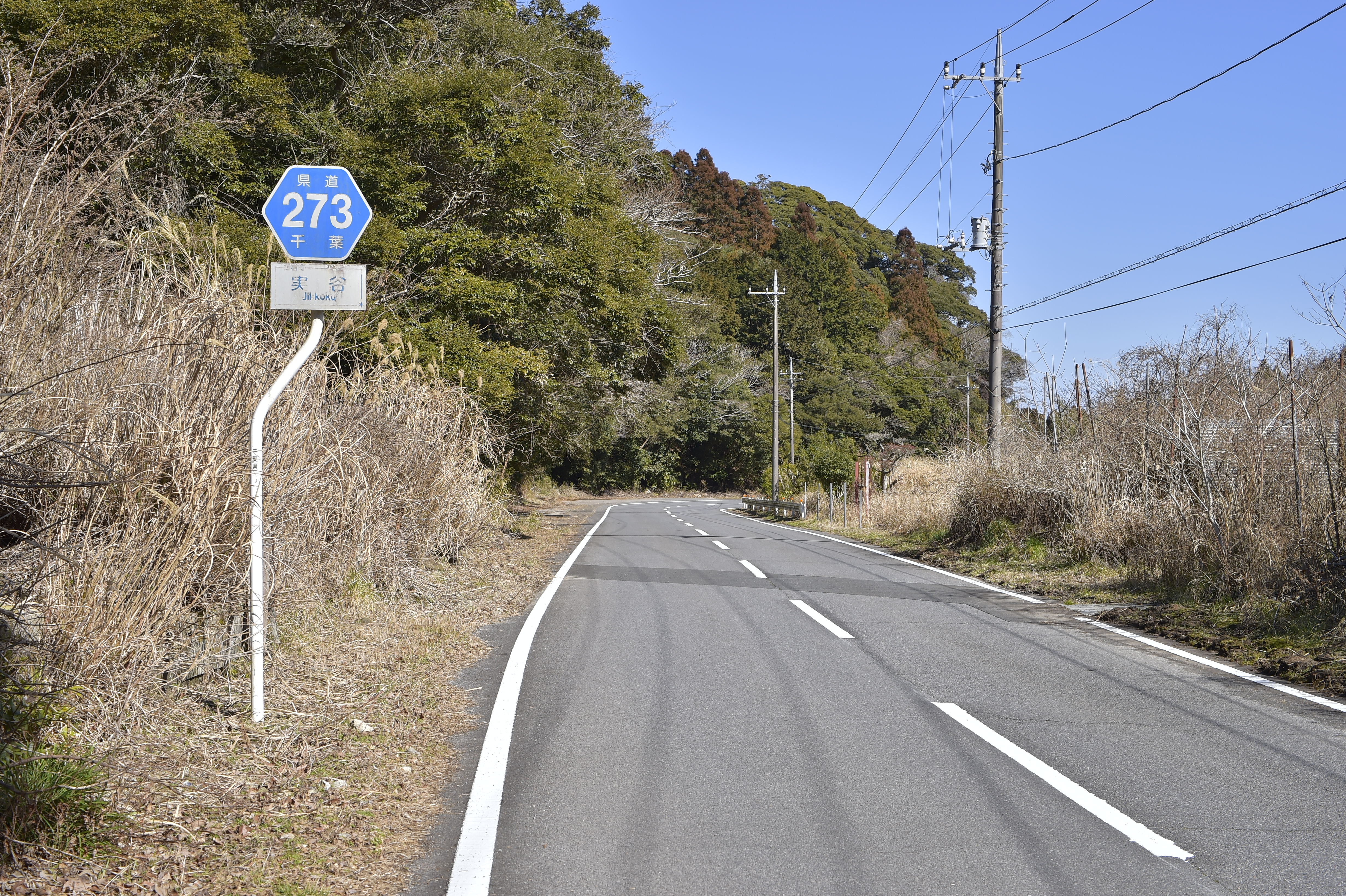
千葉県道273号上布施勝浦線
御宿町実谷（2023年2月）

## 概要
夷隅郡御宿町の山間から勝浦市の国道297号へ通じる。起点から御宿町実谷の太子坂隧道付近までは拡幅された箇所やバイパスがあり、2車線になっているが、御宿町実谷の太子坂隧道付近から終点に至るまでは、幅員が狭いためすれ違いが困難な箇所も存在する。

### 路線データ
- 起点：千葉県夷隅郡御宿町上布施（交差点名標識なし、千葉県道174号勝浦布施大原線交点）
- 終点：千葉県勝浦市新戸（交差点名標識なし、国道297号交点）
- 総延長：7.186 km（夷隅土木事務所管内：7.186 km[1]）
- 重用延長：0.028 km（夷隅土木事務所管内：0.028 km）
- 実延長：7.158 km（夷隅土木事務所管内：7.158 km[1]）

## 道路施設

### 隧道
- 太子坂隧道（御宿町実谷 - 勝浦市平田、71m）[2]

### 橋梁
- 国郷橋（上落合川、御宿町上布施、22m）[3]
- 大川橋（上落合川、御宿町実谷、18.6m）[3]
- 前川橋（上落合川、御宿町実谷、7.8m）[3]
- 新前川橋（上落合川、御宿町実谷、22.5m）[3]
- 新戸橋（新下川、勝浦市新戸、10.3m）[3]

## 地理

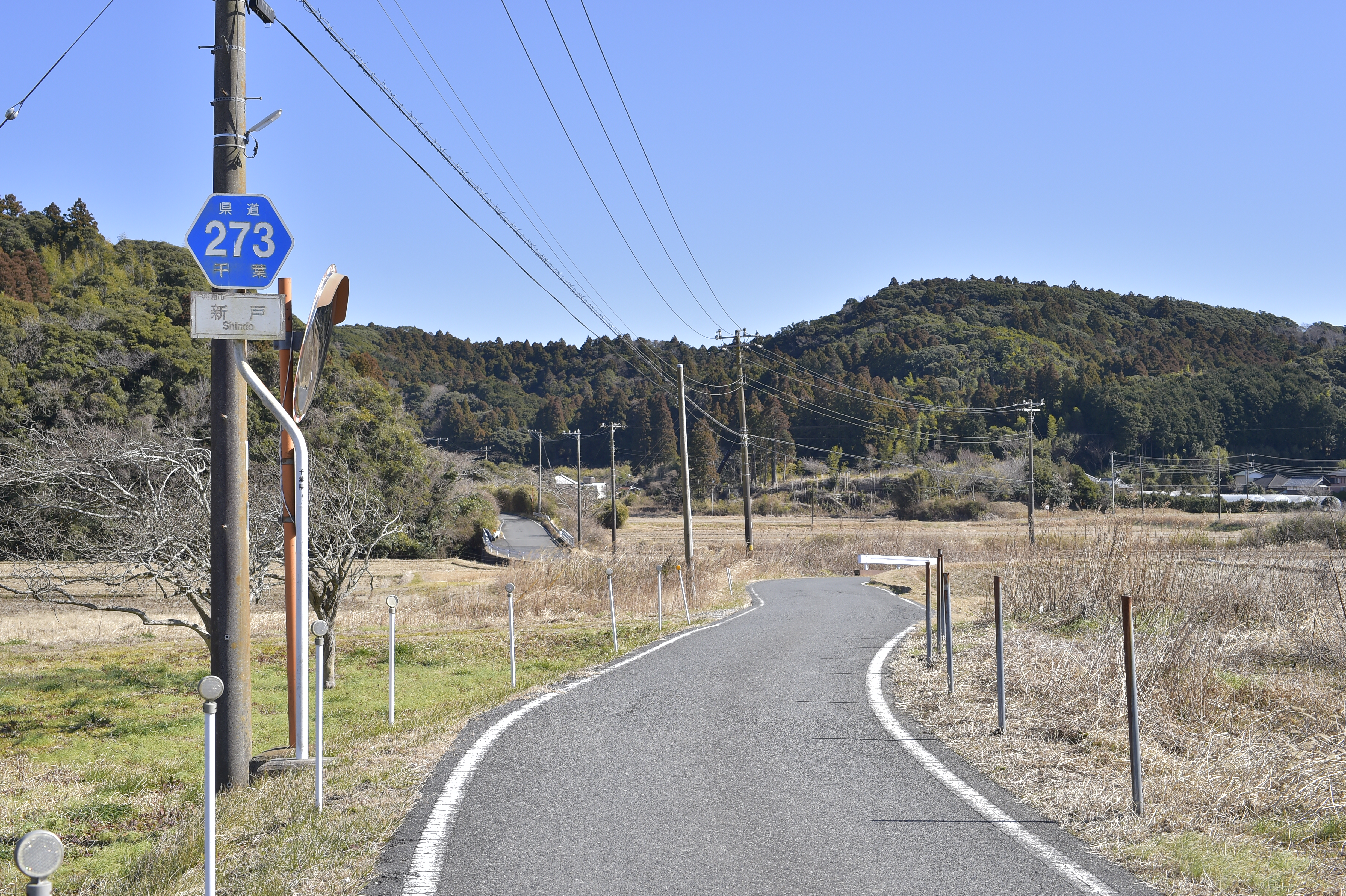
勝浦市新戸（2023年2月）

### 通過する自治体
- 千葉県
  - 夷隅郡御宿町 - 勝浦市

### 交差する道路
- 千葉県道174号勝浦布施大原線 - 夷隅郡御宿町上布施（交差点名標識なし、起点）
- 国道297号 - 勝浦市新戸（交差点名標識なし、終点）

### 沿線
- 御宿町浄水場（御宿町実谷）
- 円蔵寺（御宿町実谷）
- 山神宮（御宿町実谷）
- 御宿ダム（御宿町実谷）
- 玉前神社（勝浦市新戸）